# 阿赖山黄耆
阿赖山黄耆（学名：Astragalus saratagius）为豆科黄耆属下的一个变种。

## 扩展阅读
維基物種上的相關：阿赖山黄耆